# Belgium az 1952. évi téli olimpiai játékokon
Belgium a norvégiai Oslóban megrendezett 1952. évi téli olimpiai játékok egyik részt vevő nemzete volt. Az országot az olimpián 3 sportágban 9 sportoló képviselte, akik érmet nem szereztek.

## Alpesisí
Férfi
| Versenyző    | Versenyszám      | 1. futam | 1. futam | 2. futam | 2. futam | Összesítés | Összesítés |
| Versenyző    | Versenyszám      | Idő      | Hely.    | Idő      | Hely.    | Idő        | Helyezés   |
| ------------ | ---------------- | -------- | -------- | -------- | -------- | ---------- | ---------- |
| Denis Feron  | Lesiklás         |          |          |          |          | 3:36,5     | 63.        |
| Denis Feron  | Műlesiklás       | 1:21,1   | 65.*     | kiesett  | kiesett  | kiesett    | kiesett    |
| Denis Feron  | Óriás-műlesiklás |          |          |          |          | 3:19,2     | 73.        |
| Michel Feron | Lesiklás         |          |          |          |          | 3:31,5     | 61.        |
| Michel Feron | Műlesiklás       | 1:27,0   | 73.      | kiesett  | kiesett  | kiesett    | kiesett    |
| Michel Feron | Óriás-műlesiklás |          |          |          |          | 3:14,0     | 69.        |

* - egy másik versenyzővel azonos eredményt ért el

## Bob
| Versenyző                        | Versenyszám | 1. futam | 1. futam | 2. futam | 2. futam | 3. futam | 3. futam | 4. futam | 4. futam | Összesítés | Összesítés |
| Versenyző                        | Versenyszám | Idő      | Hely.    | Idő      | Hely.    | Idő      | Hely.    | Idő      | Hely.    | Idő        | Helyezés   |
| -------------------------------- | ----------- | -------- | -------- | -------- | -------- | -------- | -------- | -------- | -------- | ---------- | ---------- |
| Marcel Leclef Albert Casteleyns  | Kettes      | 1:22,09  | 3.       | 1:23,69  | 6.       | 1:22,94  | 6.       | 1:23,79  | 7.       | 5:32,51    | 6.         |
| Charles de Sorgher André de Wulf | Kettes      | 1:29,49  | 16.      | 1:29,00  | 18.      | 1:29,29  | 18.      | 1:30,50  | 18.      | 5:58,28    | 18.        |

## Gyorskorcsolya
| Versenyző          | Versenyszám | Eredmény | Helyezés |
| ------------------ | ----------- | -------- | -------- |
| Pierre Huylebroeck | 5000 m      | 9:34,4   | 35.      |
| Robert Laboubée    | 500 m       | 47,2     | 35.      |
| Robert Laboubée    | 1500 m      | 2:36,4   | 37.      |
| Jean Massez        | 500 m       | 49,2     | 39.      |
| Jean Massez        | 1500 m      | 2:43,8   | 39.      |